# گورخانه (قزوین)
گورخانه (قزوین)، روستایی از توابع بخش طارم سفلی شهرستان قزوین در استان قزوین ایران است.

## جمعیت
این روستا در دهستان خندان قرار دارد و براساس سرشماری مرکز آمار ایران در سال ۱۳۸۵، جمعیت آن ۲۵ نفر (۹خانوار) بوده است. اما در سال ۱۳۹۵ جمعیت آن به ۲۰۰ تن رسیده است. اهالی این روستا از ایل کلهر (طایفه تُرک تبار کَلهر و متفاوت از کلهرهای غرب کشور) بوده و با یکدیگر نسبت‌های فامیلی دارند. زبان مردم روستای گورخانه مانند دیگر روستاهای بخش طارم سفلی، زبان ترکی آذربایجانی است.

## پیشینه تاریخی
پس از مهاجرت افراد طایفه (کلهر) که دسته ای از ایل بزرگ کنگرلو هستند؛ به منطقه طارم، این روستا به عنوان اولین جایگاه زندگی آنان قرار گرفت که رفته رفته با گسترش جمعیت ایل، اغلب آنان به مناطق خریداری شدی خود که هم‌اکنون روستاهای قوشچی، مرتضانک و دلجک نام دارند، منزل گزیدند. این روستا دارای دو محله متروکه قدیمی در خود است که نشان دهنده تاریخ ایل کلهر می‌باشد. هم چنین قبرستان این روستا قدیمی‌ترین قبرستان ایل کلهر است.

## مناظر طبیعی
کوه قر ه داغ در بالای این روستا قرار گرفته و به عنوان نماد این روستا می‌باشد. از دیگر مناظر تفریحی این روستا، منطقه سنگور است که پایین این ناحیه باغ‌های گسترده زیتون اهالی ایل کلهر قرار گرفته و نواحی بالایی آن به صورت کوهستانی و دست نخورده باقی مانده است که جایگاه زندگی بزهای کوهی بسیاری می‌باشد که در فصل سرما به این ارتفاعات می‌آیند. دشت قمیشلر از جمله مناظر تفر یحی این روستا می‌باشد که دارای چشمهٔ بهاری است. در این دشت و تپه‌های متصل به آن قارچ دنبلان، در اوایل بهار به وفور یافت می‌گردد که سالانه مردمان ایل کلهر برای پیدا کردن این ماده مقوی به این ناحیه می‌آیند. از جمله دیگر طبیعت‌های سرسبز این روستا که می‌توان نام برد عبارتند از:چشمه آب معدنی کسمبعین در ارتفاعات نیمه ییلاقی، دربند سنگور، حاجتگاه در مناطق ییلاقی، طبیعت آشاقی بیبار در ییلاقات ایل کلهر، ییلاق ساختمان، ییلاق فردوس و سه قلعهٔ آن.